# Junkers Ju 49
Junkers Ju 49 – niemiecki samolot eksperymentalny, zaprojektowany do lotów na dużych wysokościach. Był to pierwszy funkcjonujący samolot z kabiną ciśnieniową. Czasem mylnie uważa się, że pierwszym samolotem z takim rozwiązaniem był amerykański Lockheed XC-35, jednak jego dziewiczy lot nastąpił dopiero 9 maja 1937.  Pierwszy lot Ju 49 odbył się 6 lat wcześniej - 2 października 1931 roku. 

## Historyczne znaczenie
Inne rozwiązania rozważane na przełomie lat 20. i 30. XX w. umożliwiające loty na dużych wysokościach były niedoskonałe. Loty z otwartym kokpitem i maską tlenową były możliwe tylko gdy lot nie odbywał się całkowicie na dużej wysokości, w innym wypadku pilot nie przeżyłby lotu. Kombinezony ciśnieniowe pozwalały na osiąganie znacznych wysokości nawet do 17000 m, ale były niewygodne i ograniczały ruchy pilota.